# Stazione di Massa Centro
La stazione di Massa Centro è una stazione ferroviaria al servizio della città di Massa che si trova sulla linea Genova-Pisa.

## Storia
La stazione, in origine denominata "Massa", fu inaugurata il 1º novembre 1862 in occasione dell'apertura al traffico del breve tronco Massa-Serravezza Querceta (poi Forte dei Marmi-Serravezza-Querceta), prolungato a Sarzana il 15 maggio 1863, a cura delle Strade Ferrate dell'Alta Italia.
Nel 1939 assunse la nuova denominazione di "Apuania Massa", dal nome del nuovo comune di Apuania istituito con regio decreto n. 186 del 16 dicembre dell'anno precedente, che attuò l'accorpamento dei comuni di Massa, Carrara e Montignoso.
Il fabbricato viaggiatori fu oggetto di una profonda ristrutturazione attuata nel 1939 su progetto dell'architetto Roberto Narducci. L'edificio ottocentesco subì un significativo riordino con una redistribuzione degli ambienti e la costruzione di una serie di pensiline in cemento armato che contribuivano altresì a rimarcare la suddivisione estetica dell'edificio: ad una parte più antica, in laterizi, facevano da contrasto i volumi più moderni rivestiti in marmo. Un impianto di riscaldamento, che all'epoca costituiva un'importante innovazione, fu inoltre installato ex novo.
Nel 1949, in seguito allo scioglimento del comune di Apuania, la stazione prese il nome di "Massa Centro".
I lavori di ricostruzione attuati nel dopoguerra comportarono la soppressione del passaggio a livello di via Godola, sostituito da un sottovia carrabile e da una passerella pedonale, installata lato Pisa, traslocata nel 1953 dalla stazione di Arezzo.
Nel 2014 la stazione vide tutti i binari secondari dismessi e smantellati, lasciando in funzione i soli tre binari di circolazione.

## Strutture e impianti

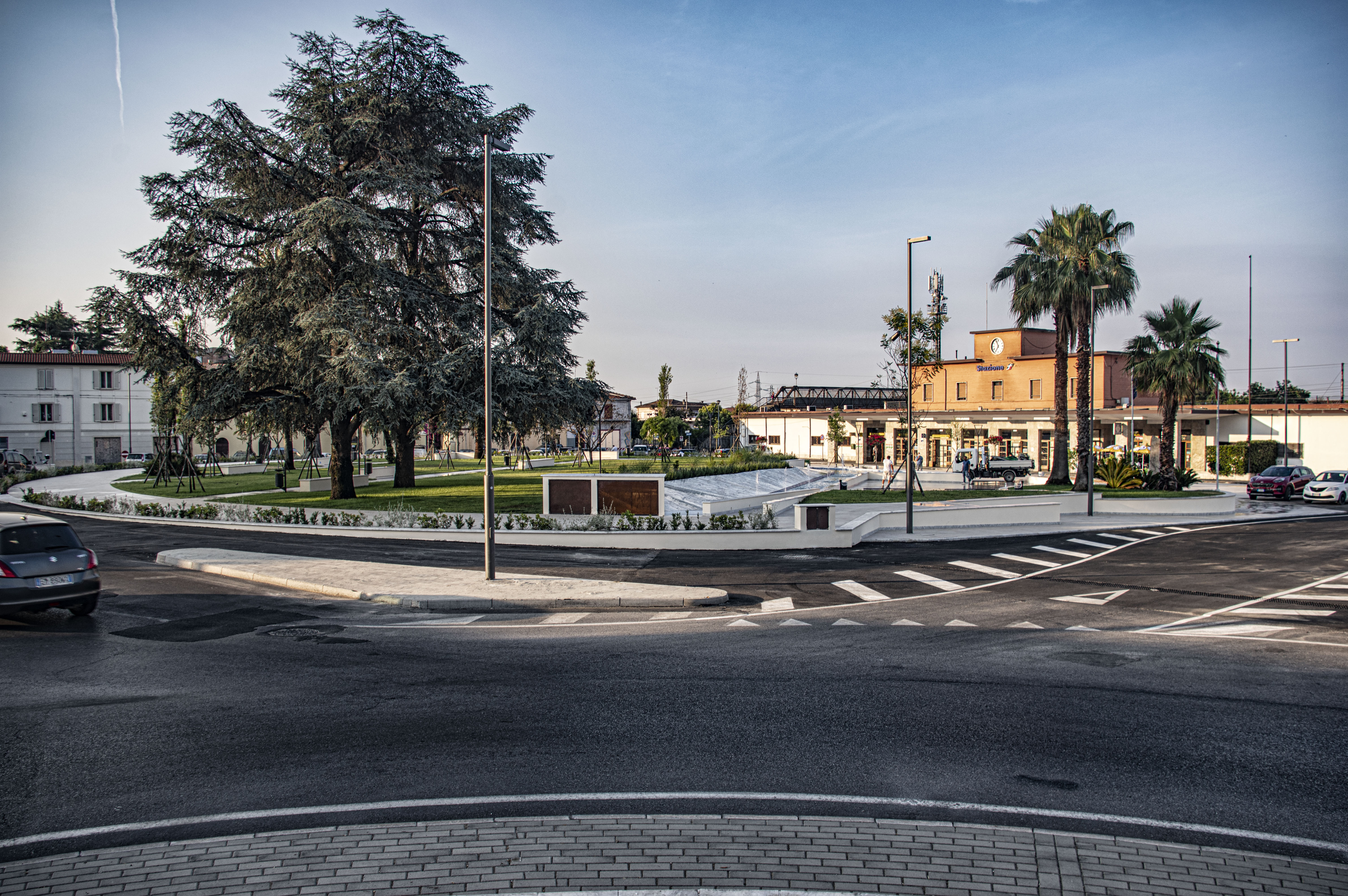
La piazza, in primo piano e la stazione di Massa Centro, sullo sfondo

La stazione è dotata di un fabbricato viaggiatori con due banchine e un'area merci doppia dismessa, in direzione Pisa e La Spezia, composta da due piani caricatori, un magazzino già al 2003 abbandonato e pericolante, di due binari per il servizio passeggeri (per lo scalo verso Pisa), più uno (verso La Spezia), dotati di banchina. Il binario 1 è utilizzato prevalentemente per i treni per Pisa Centrale, il binario 2 per i treni diretti a La Spezia Centrale, mentre il terzo è utilizzato per effettuare precedenze. Questi sono tutti dotati di elettrificazione.

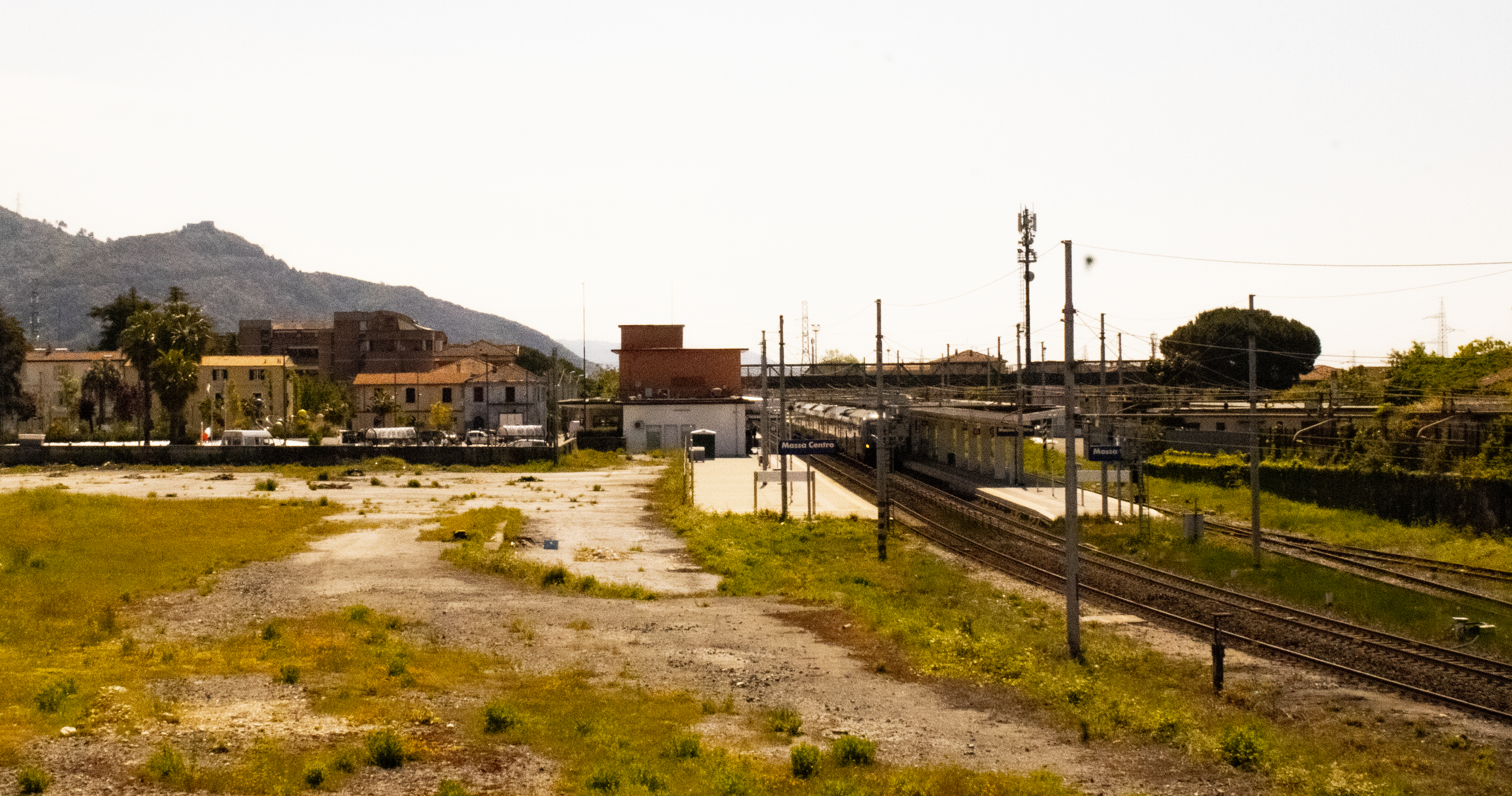
La stazione di Massa Centro nel 2023, sullo sfondo appare il castello Aghinolfi di Montignoso

Esistevano inoltre diversi altri binari di scalo, dal 2014 soppressi e smantellati. Il piazzale nel 1981, da un piano schematico del periodo, era così composto:
- binari I, II e III di circolazione, i primi due di corretto tracciato;
- binari "4" e "5" secondari, il cui binario di accesso lato Pisa terminava tronco all'altezza del fabbricato viaggiatori;

Binari aggiuntivi erano, lato Pisa, tre binari per lo scalo merci, di cui uno al servizio del magazzino e del piano caricatore e due a raso, mentre lato La Spezia un altro al servizio di un piano caricatore corredato di gru e accessibile tramite una comunicazione a mano dal binario I. Il quarto binario era a servizio del piano caricatore del laboratorio marmi Anselmi Odling e dotato di ponte a bilico.
Il piazzale tra il "quinto" binario e l'asta di manovra attigua era utilizzato per lo stoccaggio di container.

## Movimento
La stazione è servita dalle relazioni regionali Trenitalia svolte nell'ambito dei contratti di servizio stipulati con la Regione Toscana denominate anche "Memorario". A Massa Centro fermano inoltre relazioni a lunga percorrenza, anch'esse effettuate da Trenitalia.
L'impianto risultava frequentato, nel 2007, da più di 1 800 persone al giorno e oltre 1 100 000 all'anno.

## Servizi

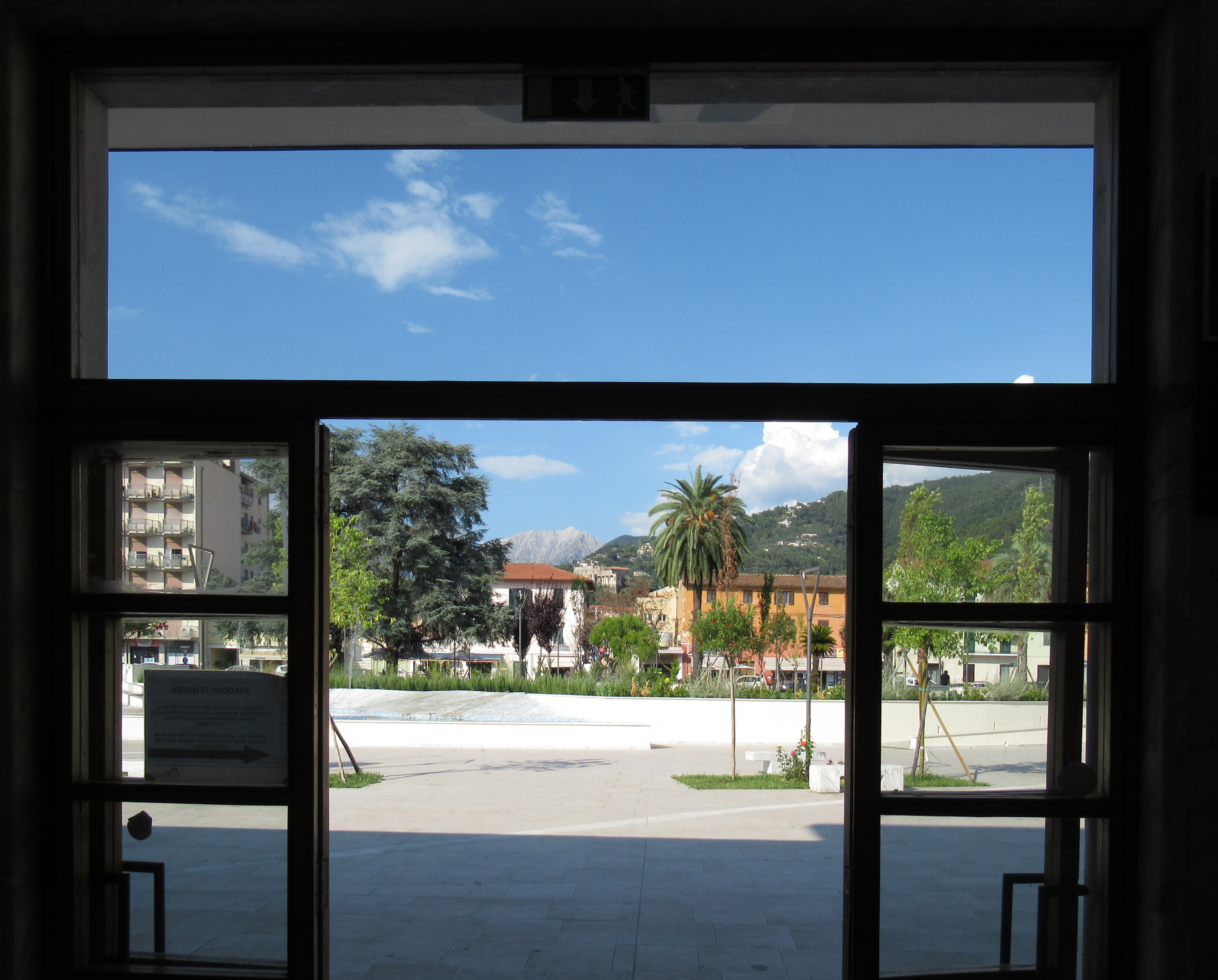
Dalle porte della biglietteria si vedono il castello Malaspina e il Monte Tambura.

La gestione della stazione, che RFI classifica nella categoria "silver", dispone di:
- Biglietteria a sportello
- Biglietteria automatica
- Sala d'attesa
- Servizi igienici
- Posto di Polizia ferroviaria
- Bar
- Ristorante

## Interscambi
La stazione è servita da numerose autolinee in servizio di trasporto pubblico locale gestite dalla società Autolinee Toscane.
- Stazione taxi
- Fermata autobus

Dal 18 aprile 1891 la stazione fu servita anche da un'apposita diramazione della tranvia di Massa, un impianto con trazione a vapore e a scartamento metrico che da Massa si dirigeva in località Forno e, dal 1895, a Marina di Massa. Il servizio era svolto a cura della Società Anonima Tranvia di Massa. Il traffico su tali impianti risultò sostenuto fino al 1926, anno in cui la concorrenza del trasporto su gomma comportò perdite di esercizio tali da condurre alla soppressione del servizio il 15 novembre 1932.